# Damla Çakıroğlu
Damla Çakıroğlu (Ankara, 22 giugno 1994) è una pallavolista turca.
Gioca nel ruolo di schiacciatrice nel Fenerbahçe.

## Carriera
La carriera di Damla Çakıroğlu inizia nel settore giovanile del Türk Telekom, prima di passare alla formazione federale del TVF Spor Lisesi; in questo periodo fa inoltre parte delle selezioni giovanili turche, vincendo la medaglia d'oro al campionato europeo under 18 2011, al campionato mondiale under 18 2011, dove viene premiata come MVP e miglior servizio, e al campionato europeo under 19 2012, dove viene premiata nuovamente come miglior giocatrice. Nella stagione 2011-12 esordisce nella Voleybol 1. Ligi col TED Ankara, dove gioca per due annate.
Nel campionato 2013-14 viene ingaggiata dal Sarıyer, mentre nel campionato successivo passa all'İdman Ocağı; nel 2015 fa il suo esordio nella nazionale turca maggiore, vincendo la medaglia d'argento alla European League. Nella stagione 2014-15 firma per l'Eczacıbaşı, mentre nella stagione seguente gioca in Voleybol 1. Ligi col Beylikdüzü Vİ, centrando la promozione in Sultanlar Ligi.
Nel campionato 2017-18 torna a giocare nella massima divisione turca, questa volta vestendo la maglia del Fenerbahçe.

## Palmarès

### Nazionale (competizioni minori)
- Campionato europeo under 18 2011
- Campionato mondiale under 18 2011
- Campionato europeo under 19 2012
- European League 2015

### Premi individuali
- 2011 - Campionato mondiale under 18: MVP
- 2011 - Campionato mondiale under 18: Miglior servizio
- 2012 - Campionato europeo under 19: MVP